# دانيل برن
دانيل برن (بالألمانية: Daniel Prenn)‏ مواليد 07 سبتمبر 1904 في فيلنيوس، الإمبراطورية الروسية - الوفاة 03 سبتمبر 1991 في بريطانيا العظمى، كان لاعب كرة مضرب بريطاني بدأ مسيرته كمحترف سنة 1928 وكان يلعب باليد اليمنى، اعتزل اللعب في 1939. أعلى تصنيف له في الفردي كان المركز الـ 6 في سنة 1932. حل وصيفا في مسابقة الزوجي المختلط في بطولة ويمبلدون 1930.

## النهائيات

### الزوجي المختلط: (الوصافة 1)
| الحصيلة | السنة | البطولة  | الأرضية | الشريك                   | المنافس                    | النتيجة  |
| ------- | ----- | -------- | ------- | ------------------------ | -------------------------- | -------- |
| الوصافة | 1930  | ويمبلدون | عشبية   | هيلدا كراهوينكيل سبيرلنغ | جاك كراوفورد إليزابيث ريان | 6–1, 6–3 |

## روابط خارجية
- دانيل برن على موقع رابطة محترفي التنس (الإنجليزية)
- دانيل برن على موقع الاتحاد الدولي لكرة المضرب (الإنجليزية)
- دانيل برن على موقع كأس ديفيز (الإنجليزية)
- دانيل برن على موقع أرشيف التنس.كوم (الإنجليزية)
- دانيل برن على موقع خلاصة التنس.كوم (الإنجليزية)